# Årstein
Årstein är en kyrkby som utgör centralort i Gratangens kommun i Troms fylke i norra Norge. Orten ligger på norra sidan av Gratangsfjorden vid det smalaste stället i fjorden, och Årsteinbron går över fjorden där.  
Årsteinområdet hade 211 invånare (2010).
Gratangens kyrka ritades i ett modernistiskt formspråk av Oskar Nordeval och invigdes 1971. Den har 230 sittplatser och är placerad på en mindre höjd med en dominerande position vid fjorden. 
Kyrkan är byggd i betong och glas som en låg, i det närmaste rektangulär, byggnad med ett platt tak. På taket finns två vertikala, segelliknande betongblock som pekar mot öster in mot fjordbotten. Mellan dessa hänger kyrkklockorna.

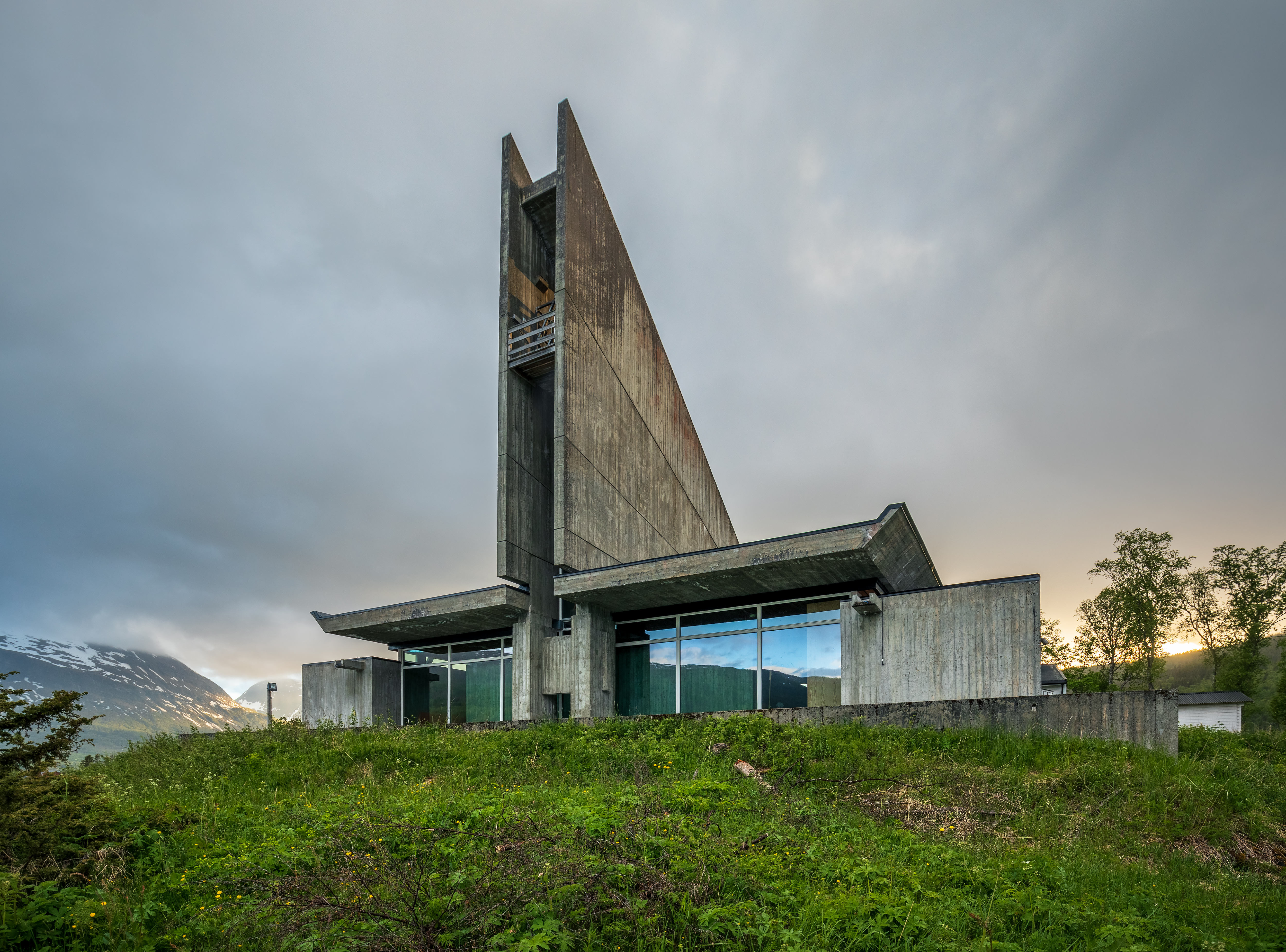
Gratangens kyrka.